# Адема
«АС АДЕМА» — мадагаскарский футбольный клуб из Антананариву. Домашние матчи проводит на стадионе Махамасина, вмещающем 22 000 зрителей. Клуб трижды выиграл чемпионат Мадагаскара по футболу — в 2002, 2006 и 2012 годах. В 2002 году он также вышел в четвертьфинал Кубка КАФ, где проиграл клубу Аль-Масри из Египта. Клуб известен тем, что в ноябре 2002 года выиграл у клуба «Л’Эмирн» со счётом 149:0, который является самым крупным за всю историю футбола.

## Достижения
- Лига чемпионов ТХБ: 4

2002, 2006, 2012, 2013
- Кубок Мадагаскара: 7

2007, 2008, 2009, 2010, 2011, 2012, 2013
- Суперкубок Мадагаскара: 6

2006, 2008, 2009, 2010, 2011, 2013

## Международные соревнования
- Лига чемпионов КАФ: 1

2014 — 17-е место
- Кубок Конфедерации КАФ: 1

2011 — 17-е место